# آنجلو تالیا
آنجلو تالیا (انگلیسی: Angelo Talia؛ زادهٔ ۱۰ مارس ۲۰۰۳) بازیکن فوتبال اهل ایتالیا است.
از باشگاه‌هایی که در آن بازی کرده‌است می‌توان به باشگاه فوتبال بنونتو اشاره کرد.